# Gare de Fécamp
Gare de Fécamp vasútállomás Franciaországban, Fécamp településen.

## Vasútvonalak
Az állomást az alábbi vasútvonalak érintik:
- Bréauté-Beuzeville-Fécamp-vasútvonal

## Kapcsolódó állomások
A vasútállomáshoz az alábbi állomások vannak a legközelebb:
- Gare de Goderville (távolsági autóbusz)
- Gare de Bréauté - Beuzeville